# San Esteban (Ilocos Sul)
San Esteban é um município de  quinta classe de renda municipal (d) na província Ilocos Sul, nas Filipinas. De acordo com o censo de 1 de maio  de  2020 possui uma população de 8 381 pessoas e 2 150 domicílios.